# 巴夫列纳茨岛
巴夫列纳茨岛是克罗地亚亚得里亚海的一座无人小岛，位于卡普里耶岛东北部，面积0.14平方千米，海岸线长1.43千米。隶属于希贝尼克-克宁县管辖。附近岛屿的农民曾在巴夫列纳茨岛上种植葡萄，为了防风，修建了绵延数英里的干石墙，从空中俯瞰就像人类指纹的螺旋纹，因此也被称为“指纹岛”。